# Marvin Torrentera
Marvin César Torrentera Rivera (* 25. Februar 1971) ist ein ehemaliger mexikanischer Fußballschiedsrichterassistent.
Ab 2006 stand er als Schiedsrichterassistent auf der Liste der FIFA-Schiedsrichter und leitete internationale Fußballspiele. Torrentera war (meist zusammen mit Marcos Quintero oder Miguel Hernández) bei vielen internationalen Turnieren im Einsatz, darunter bei der Klub-Weltmeisterschaft 2008 in Japan, beim Konföderationen-Pokal 2009 in Südafrika, bei der Klub-Weltmeisterschaft 2009 in den Vereinigten Arabischen Emiraten, bei der Weltmeisterschaft 2010 in Südafrika (jeweils als Assistent von Benito Archundia), bei der Klub-Weltmeisterschaft 2012 in Japan, bei der U-17-Weltmeisterschaft 2013 in den Vereinigten Arabischen Emiraten, bei der Weltmeisterschaft 2014 in Brasilien (jeweils als Assistent von Marco Antonio Rodríguez Moreno), bei der Klub-Weltmeisterschaft 2015 in Japan (als Assistent von Joel Aguilar), bei der U-20-Weltmeisterschaft 2017 in Südkorea und bei der Weltmeisterschaft 2018 in Russland (jeweils als Assistent von César Arturo Ramos).
Zudem war er beim Gold Cup 2011, 2013 und 2017 im Einsatz.